# Laminacauda insulana
Laminacauda insulana är en spindelart som beskrevs av Alfred Frank Millidge 1985. Laminacauda insulana ingår i släktet Laminacauda och familjen täckvävarspindlar.
Artens utbredningsområde är Tristan da Cunha. Inga underarter finns listade i Catalogue of Life.